# Daniel Lewis James
Daniel Lewis James, Pseudonym Danny Santiago (* 14. Januar 1911 in Kansas City, Missouri; † 18. Mai 1988 in Carmel-by-the-Sea, Kalifornien) war ein US-amerikanischer Schriftsteller. Bekannt wurde er durch seinen Roman Famous All Over Town, der von unterprivilegierten Hispanics in Los Angeles handelt. Er veröffentlichte diesen unter seinem Pseudonym. Seinen richtigen Namen hingegen hielt er lange Zeit geheim. Sein Agent Carl Brandt erfuhr ihn erst durch den Freund John Gregory Dunne. Einige Kritiker nannten ihn wegen der Verwendung eines Latino-Pseudonyms als Fälscher, andere loben seinen Beitrag zur Literatur – ganz gleich, welche Hautfarbe er hatte.

## Leben

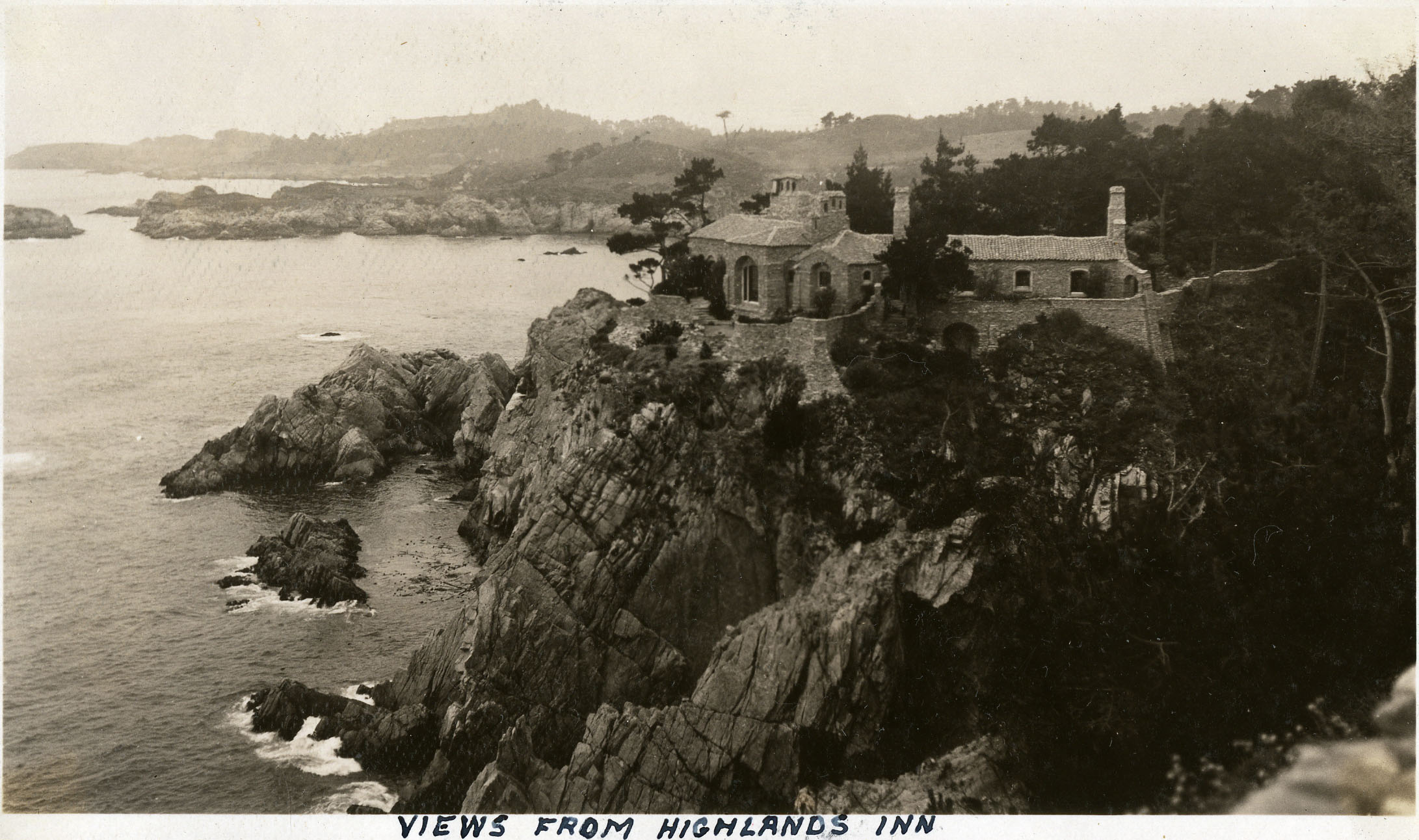
Seaward, das Haus von D. L. James in den Carmel Highlands (um 1920)

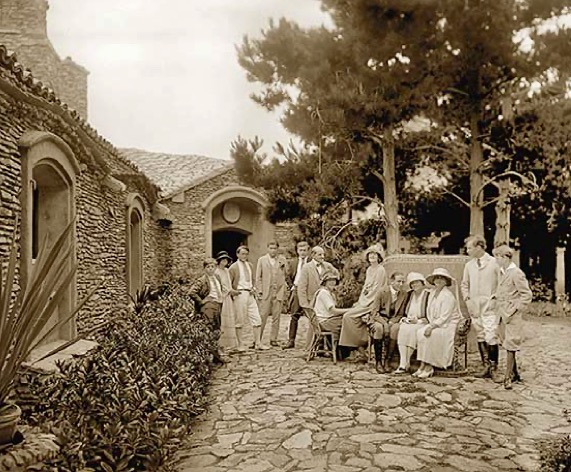
Die Familie James in Seaward (1925)

Geboren als Sohn eines wohlhabenden Geschäftsmannes aus Kansas, zog er mit seiner Familie 1916 nach Carmel-by-the-Sea in Kalifornien, wo der Vater 1918 von dem Architekten Charles Sumner Greene ein luxuriöses Haus erbauen ließ, das später als „D. L. James House“ oder auch „Seaward“ (deutsch: Seewärts) bekannt wurde. 2022 wurde das Haus von dem Schauspieler Brad Pitt erworben.
James besuchte die Andover Academy und die Yale University. Er verließ diese mit einem Abschluss in Altgriechisch.
Zusammen mit seiner Frau Lilith schrieb er das Buch zu Bloomer Girl, einem Musical, das in den 1940er Jahren am Broadway erfolgreich war. In den 1950er Jahren landete er jedoch als Kommunist auf einer „schwarzen Liste“ und wurde als Autor für eine Zeit lang vergessen. Für die nächsten zwanzig Jahre arbeiteten er und seine Frau als Ehrenamtliche in hispanischen Nachbarschaften.
1983 publizierte er seinen Roman Famous All Over Town. 1984 gewann er damit den Richard and Hinda Rosenthal Foundation Award des American Academy and Institute of Arts and Letters, erschien aber nicht, um ihn in Empfang zu nehmen. Sein Verleger, Simon & Schuster, wollte den Roman für den Pulitzer-Preis vorschlagen, doch James weigerte sich, zu diesem Zwecke persönliche Informationen preiszugeben.

## Kontroverse
Famous All Over Town handelt von dem Leben einer unterprivilegierten mexikanisch-amerikanischen Familie in der Eastside von Los Angeles und galt ursprünglich als vielgerühmter Beitrag zu hispanischen Literatur. Hispanische Jugendliche fanden den Roman inspirierend und nahmen sich die Hauptfigur als Rollenvorbild. Sie glaubten, dass der Autor ein junger Hispanic sei und eine ähnliche Lebensgeschichte wie sie selbst durchlebt habe. Das Buch wurde zum Bestseller. Als jedoch Lewis wahre Identität bekannt wurde, entbrannte eine Diskussion darüber, inwieweit er für Hispanics sprechen könne.

## Werke
- Danny Santiago: Famous All Over town. (A Plume Book). Penguin, New York 1984, ISBN 0-452-25974-6.